# Orthodiplosis macrura
Orthodiplosis macrura är en tvåvingeart som beskrevs av Jean-Jacques Kieffer 1913. Orthodiplosis macrura ingår i släktet Orthodiplosis och familjen gallmyggor.
Artens utbredningsområde är Kenya. Inga underarter finns listade i Catalogue of Life.